# RHODES Premier
RHODES Premier（ローズプレミア）とは、音楽家向けのサンプリング音源を製作販売している日本のブランドである。レコーディングエンジニア、ichiroによる制作。主な対応サンプラーはAKAI professionalのSシリーズやZシリーズ、Native InstrumentsのKONTAKT、スタインバーグのHALion、Appleのexs24などがある。

## 現行の製品
- Rhodes Suitcase : エレクトリックピアノ音源
- Wurlitzer 48k : エレクトリックピアノ音源
- ASR Attack : ドラムネタ集
- DRUM Premier : ドラムキット音源
- Acoustic Bass : ウッドベース音源
- Bass Premier : エレキベース音源
- RHODES Stage MK-1 : エレクトリックピアノ音源
- Wurlitzer 200A : エレクトリックピアノ音源